# Julie Young
Julie Young (ur. 7 marca 1986 w Winnipeg) – kanadyjska siatkarka grająca jako libero. 
Obecnie występuje w drużynie Team Canada.